# José Peseiro
José Vítor dos Santos Peseiro (Coruche, 4 april 1960) is een Portugees voetbalcoach. Hij stond aan het hoofd bij onder meer Sporting Lissabon, Panathinaikos, SC Braga en FC Porto. Vanaf 2020 is hij bondscoach van Venezuela.

## Carrière

### Eerste trainersklussen
Als oud-cursusgenoot van José Mourinho startte Peseiro zijn loopbaan als coach in 1992 bij het bescheiden União de Santarém. Na twee jaar besloot Peseiro over te stappen naar União de Montemor, om daar wederom twee jaar in dienst te blijven. In 1996 tekende Peseiro een contract bij Oriental F.C., dat toentertijd uitkwam in de op-drie-na hoogste klasse van het Portugese voetbal. Na drie seizoenen bij Oriental stapte Peseiro over naar Nacional Madeira, afkomstig van het gelijknamige Portugese eiland. In een periode van drie jaar wist Peseiro Nacional vanaf het derde naar het eerste niveau in Portugal te loodsen, hetgeen hem veel lof opleverde. Na een succesvol seizoen op het hoogste niveau, waarbij Nacional elfde in de rangschikking werd, kreeg Peseiro van zijn landgenoot Carlos Queiroz een aanbod om zijn assistent te worden bij Real Madrid. Peseiro accepteerde dat aanbod.

### Grotere trainersklussen
Bij Real Madrid werden de resultaten echter nooit zoals van tevoren gewenst, waardoor het duo al na vier maanden werd ontslagen. Peseiro zat echter niet lang verlegen om een club, want hij tekende namelijk al gauw een contract bij de Portugese topclub Sporting Lissabon. Het eerste seizoen van Peseiro als hoofdcoach bij Sporting verliep acceptabel. Het team speelde aanvallend en verzorgd voetbal en eindigde zodoende als derde in de competitie, op vier punten van aartsvijand Benfica FC. In de UEFA Cup behaalde het team van Peseiro haar beste resultaten door verrassend de finale te halen. Hierin was CSKA Moskou echter met 1-3 te sterk. Op weg naar de finale versloeg Sporting Newcastle United, FC Socheaux, Panionios, FC Dinamo Tbilisi, Feyenoord, Middlesbrough FC en AZ Alkmaar. In de halve finale maakte Sporting pas in de laatste minuut de beslissende treffer, hetgeen een van de grootste trauma's is in de historie van Alkmaar Zaanstreek.
In het tweede seizoen van Peseiro bij Sporting kwam de Portugees ondanks de goede resultaten al vroeg onder druk te staan. De groepsfase van de Champions League werd niet gehaald dankij een verlies tegen Udinese Calcio, terwijl ook in de competitie de resultaten tegenvielen. Sporting zakte weg naar de zevende positie, waarna Sporting Peseiro ontsloeg.

### Midden-Oosten en Griekenland
In de zomer van 2006, een half jaar na zijn ontslag bij Sporting, werd Peseiro coach bij het Saoedi-Arabische Al Hilal FC. Na een vruchteloos jaar vertrok Peseiro hier om trainer te worden van de Griekse topclub Panathinaikos FC. Het doel van Peseiro was om kampioen te spelen. Dit lukte echter niet, Pana eindigde pas als derde en Peseiro stapte na het seizoen op. Nog in dezelfde zomer verbond Peseiro zich als coach aan het Roemeense Rapid Boekarest, maar hier hield hij het al na vijf maanden voor gezien; Rapid betaalde namelijk geen salaris uit.
Tussen 2009 en 2011 was Peseiro in dienst als coach bij Saoedi-Arabië. Peseiro werd in januari 2011 ontslagen na een nederlaag om de beker van Azië tegen Syrië (0-1).

### SC Braga en wederom Midden-Oosten
Na een sabbatical van ruim anderhalf jaar keerde Peseiro in de zomer van 2012 terug in het Portugese voetbal, hij werd namelijk coach van SC Braga. Met Braga behaalde Peseiro verrassend de groepsfase van de UEFA Europa League door Udinese uit te schakelen (1-1, 5-4 na penalty's). In de competitie behaalde Braga een vierde plaats, terwijl het in het toernooi om de Taca da Liga zelfs de finale haalde. Hierin versloeg Braga kampioen FC Porto met 1-0. De zege betekende de eerste prijs van Peseiro op het hoogste niveau. Desondanks besloten Peseiro en Braga het contract in onderling overleg niet te verlengen en vertrok Peseiro dus alweer na één jaar.
Tussen 2013 en 2015 was Peseiro trainer van Al-Wahda FC uit de VAE. Vanaf de zomder van 2015 tot en met januari was Peseiro werkzaam als hoofdtrainer bij het Egyptische Al-Ahli FC, met welke ploeg hij in 2015 de Egyptische Super Cup won.

### Terugkeer in Portugal
Op 19 januari 2016 werd bekend dat Peseiro per direct werd aangesteld bij FC Porto. Hier tekende hij een contract voor anderhalf seizoen. Hij volgde de ontslagen Julen Lopetegui op. Ruim vier maanden later stuurde de club ook hem de laan uit. Onder zijn leiding eindigde Porto de competitie op de derde plaats, werd de club in de zestiende finale van de Europa League uitgeschakeld door Borussia Dortmund en verloor ze de finale van de Taça de Portugal van SC Braga.

## Venezuela
Vanaf 2020 was Peseiro bondscoach van Venezuela. Hij nam in augustus 2021 ontslag na een jaar geen salaris te hebben ontvangen in verband met de economische crisis in dat land.

## Nigeria
In mei 2022 maakte de Nigeriaanse voetbalbond bekend dat José Peseiro was geselecteerd als nieuwe bondscoach voor het Nigeriaanse voetbalteam.

## Erelijst
Met Nacional Madeira
- Portugese Derde Divisie: 2000 (promotie)
- Portugese Tweede Divisie: Runner-up 2002 (promotie)

Met Sporting Lissabon
- UEFA Cup: Runner-up 2005

Met SC Braga
- Taca da Liga: 2013

Met Al-Ahli FC
- Egyptische Super Cup: 2015
- CAF Super Cup: Runner-up 2015

Met FC Porto
- Taca de Portugal: Runner-up 2016

Met SC Braga
- Supertaca de Portugal: Runner-up 2016